# Amédée Knight
Pour les articles homonymes, voir Knight.
Amédée Alexis Augustin Knight, né le 17 juillet 1852 à Saint-Pierre (Martinique) et mort le 17 avril 1916 à Fort-de-France, est un industriel et homme politique français. Il est sénateur de la Martinique de 1899 à 1916. 
Il est également l'arrière arrière grand-père du rappeur Django[réf. nécessaire].

## Biographie

### Ses études
Amédée Knight quitte son île natale pour Paris afin de poursuivre ses études. En 1868, à tout juste 16 ans, il rentre à l'École navale. Puis en 1870, à l'âge de 18 ans, à l'École centrale. Après avoir obtenu son diplôme d'ingénieur, le jeune Amédée s'occupe de sucreries et de distilleries en France avant de rentrer en Martinique en 1878. Là-bas, il s'associa avec son père et créa une distillerie à Grand'Rivière, ainsi que divers établissements pour la culture de la canne, du café et du cacao.

### Son parcours politique
Réussissant dans les affaires, il entre en politique. Il devient adjoint au maire de Saint-Pierre, puis il devient président du Conseil général de la Martinique de 1901 à 1902 et de 1903 à 1905. Il représente également les cantons du Lamentin (1893) et de Basse-Pointe (1899). Il préside le Conseil général de la Martinique pour la période 1901-1902 puis de 1903 à 1905. À la suite du décès de Vincent Allègre, Amédée Knight est élu sénateur de la Martinique le 13 août 1899, puis réélu le 7 janvier 1906 lors des élections sénatoriales, il siège au sein de la Gauche démocratique.
L'éruption de la montagne Pelée en 1902, mène le sénateur au bord de la ruine. Il perd plusieurs membres de sa famille (son père, ses frères et sa sœur). Mais il réussit à reconstruire sa situation matérielle en s'installant à l'Habitation Beauséjour à Grand'Rivière.
De 1913 à 1916, Amédée Knight dirige avec Joseph Lagrosillière l'Entente Républicaine. Il est également le directeur général du journal Le Bloc (organe du parti de l'Entente républicaine).
Mais après une longue maladie, le sénateur Knight meurt à Fort-de-France le 16 avril 1916, à l'âge de 64 ans. Ses obsèques ont lieu le 17 avril 1916 à Grand'Rivière en présence du gouverneur de l'époque Camille Guy.

## Mandat
Membre de la Gauche démocratique, le sénateur Amédée Knight œuvra constamment pour les intérêts de la Martinique. En 1900, il s'engagea auprès des ouvriers de la commune du François où il joua le rôle de modérateur. Il ira jusqu'à écrire au ministre pour témoigner sur la situation des ouvriers agricoles. Il œuvra également aux intérêts de son île après l'éruption de la montagne Pelée en 1902. Puis aux côtés de Victor Sévère lors des attaques des blancs créoles entre 1906 - 1908[réf. nécessaire].

## Sources
- Le « Dictionnaire des Parlementaires Français », Jean Jolly.
- Camille Darsières, Joseph Lagrosillière socialiste colonial : les années pures (1872-1919), t. 1, Fort-de-France, Désormeaux, 1995, 288 p. (ISBN 2-85275-024-4)
- J[ack] C[orzani], « KNIGHT Amédée, Alexis, Augustin », dans Jack Corzani (dir.), Dictionnaire encyclopédique Désormeaux, t. 5, Fort-de-France, Désormeaux, 1993, 1624 p. (ISBN 2-85275-020-1, lire en ligne), p. 1504
- Victor Schœlcher, De la pétition des ouvriers pour l’abolition immédiate de l’esclavage, Paris, Pagnerre, 1844, 24 p. (lire en ligne)
- Charles Lambolez, Saint-Pierre -Martinique 1635-1902 : Annales des Antilles françaises – Journal et album de la Martinique, naissance, vie et mort de la cité créole – livre d’or de la charité, Berger-Levrault & Cie, 1905, 509 p. (lire en ligne)